# 1094
Anul 1094 (MXCIV) a fost un an al calendarului iulian.

## Evenimente
- 26 februarie: Executarea ultimului rege aftasid din Badajoz de către almoravizi.
- 26 mai: Emirul Tutush obține o victorie la Tell as-Sultan asupra emirilor din Alep (Aq Sunqur) și Edessa (Buzan).
- 29 mai: Emirul Tutush ocupă Alepul, al cărui emir, Aq Sunqur, este decapitat, iar fiul său, Zanki, primește refugiu la Karbouqa, atabegul de Mosul.
- 4 iunie: Regele Sancho Ramirez al Aragonului este rănit mortal în timp ce asedia Huesca.
- 15 iunie: Cidul încheie cucerirea Valenciei; campania almoravizilor de recucerire a orașului eșurează; cadi-ul Ibn Yahhaf este predat de către mauri și executat; stăpân al orașului, Cidul își atribuie prerogative regale.
- 29 iunie: Participanți la complotul împotriva lui Alexios I Comnen, Nikephor Diogenes și Katakalon Kekaumenos sunt orbiți; acuzată de conspirație, mama împăratului, Maria Dalassena, este închisă în mănăstirea Pantepoptes; ceilalți conjurați sunt grațiați.
- 18 septembrie: Regele Filip I al Franței convoacă un conciliu la Reims, pentru a obține alungarea episcopului Yves de Chartres.
- 16 octombrie: La conciliul de la Autun, regele Filip I al Franței este excomunicat de către episcopul Hugues de Die, repzentantul papei Urban al II-lea, pentru a o fi repudiat pe regina Bertha de Olanda și a se fi căsătorit cu verișoara sa, Bertrade de Montfort.
- 12 noiembrie: Regele Duncan al II-lea al Scoției este ucis la Monthechin, într-o confruntare cu partizanii unchiului său, Donald al III-lea, cel din urmă fiind restaurat pe tron.
- 24 decembrie: La moartea tatălui său, Al-Mustansir, Al-Musta'li devine calif în Egipt; refugiați la Alexandria, Nizâr ben al-Mustansir și partizanii săi sunt uciși de către vizirul Al-Afdhal.

### Nedatate
- mai: Papa Urban al II-lea reia în posesie palatul Lateran și castelul Sant'Angelo la Roma, revenind pe scaunul apostolic, iar antipapa Clement al III-lea este depus.
- mai: Regele Donald al III-lea al Scoției este temporar înlăturat de pe tron de către nepotul său Duncan al II-lea.
- mai-iunie: Complot eșuat împotriva împăratului Alexios I Comnen, la care participă Nikephor Diogenes (cumnat al fostului împărat Mihail al VII-lea), Katakalon Kekaumenos, armeanul Mihail Taronites; complotul este deconspirat de către Constantin Dukas.
- iunie: Incursiune a cumanilor, conduși de Leon, împotriva Imperiului bizantin; ei ajung până la Adrianopol, care, condus de generalul Nikephor Bryennos, rezistă; la rîndul său, Alexios I înaintează până la Anchialos, reușind să îl ia captiv pe Leon; cumanii se dispersează și, după ce pradă regiunea, trec înapoi la nord de Dunăre.
- iunie: Prințul sârb de Rascia, Vukan, care invadase Macedonia, dar fusese obligat de Alexios I Comnen să se retragă, cere pacea; războiul civil care izbucnește în Serbia pune la adăpost Bizanțul de incursiunile sârbilor.
- noiembrie: La moartea sultanului selgiucid Mahmud, fratele său Barkyaruq preia puterea la Bagdad.
- Cu sprijinul cumanilor, Oleg Sviatoslavici ocupă Cernigovul de la cneazul Vladimir Monomahul; în schimb, cumanii primesc din partea sa Tmutarakanul.
- Orașul Zagreb este pentru prima dată menționat ca sediu episcopal în Croația, consacrat de către regele Ladislau I al Ungariei.

## Arte, științe, literatură și filozofie
- 15 mai: Este consacrată catedrala Sfintei Agata din Catania, de către abatele breton Ansger.
- 8 octombrie: Sfințirea basilicii San Marco din Veneția.

## Înscăunări
- 11 februarie: Al-Mustazhir, calif abbasid (1094-1118)
- 4 iunie: Petru I, rege al Aragonului și Navarrei (1094-1104)
- 21 iunie: Al-Afdhal, vizir în Egipt (1094-1121)
- 12 noiembrie: Donald al III-lea, rege al Scoției (1094-1097)
- 24 decembrie: Al-Musta'li, calif în Egipt.

### Nedatate
- mai: Duncan al II-lea, rege al Scoției (1094)
- Raymond al IV-lea, conte de Toulouse (1094-1105)

## Nașteri
- Sfântul Malahia de Armagh, arhiepiscop irlandez (d. 1148).

## Decese
- 10 ianuarie: Al-Mustansir, 64 ani, calif fatimid al Egiptului (n. 1029)
- 29 mai: Aq Sunqar, emir de Alep (n. ?)
- 4 iunie: Sancho al V-lea, 48 ani, rege al Aragonului și Navarrei (n. 1042)
- 21 iunie: Badr al-Djamali, vizir în Egipt (n. ?)
- 12 noiembrie: Duncan al II-lea, rege al Scoției (n. ?)
- 24 decembrie: Nizâr ben al-Mustansir (n. ?)
- octombrie - noiembrie: Al-Bakri, 53 ani, geograf musulman din Cordoba (n. 1040)
- noiembrie: Mahmud I of Great Seljuk, sultan selgiucid în Bagdad (n. ?)
- Guilaume al IV-lea, 53 ani, conte de Toulouse (n. 1040)